# Will Wilder: Relikvija Strmograda
Will Wilder: Relikvija Strmograda (eng. Will Wilder: The Relic of Perilous Falls), kršćanski roman za djecu i mlade. Napisao ga je američki katolički književnik Raymond Arroyo, a u Hrvatskoj ga je izdala splitska katolička izdavačka kuća Verbum. Radnja se vrti oko glavnog lika, dvanaestogodišnjeg Willa Wildera, koji se tijekom pomaganja oko sadnje drva u župnom vrtu umiješa u epsku borbu sila dobra i zla. Stranu zla predvodi zlokobni demon Nep Balor, a stranu dobra morat će predvoditi Will, i uz pomoć svoje tete Lucille vratiti otetu relikviju svetog Tome (koja čuva Strmograd od poplava), otjerati demone i zavesti mir u svojem selu.

## Radnja

### Prolog
Roman započinje 20. prosinca 1943. u talijanskom gradu Ortoni. Drugi svjetski rat je u tijeku, a nacističko zrakoplovstvo bombardira baziliku sv. Tome. Pod okriljem noći, u baziliku ulazi mlad čovjek u američkoj odori: Jacob Wilder. Stigavši u grad s kanadskom vojskom, juri spasiti relikviju sv. Tome prije nego što je uzmu neprijatelji kršćana. Dok je spremao relikviju u torbu, zaskočio ga je nacistički kapetan Gerhold Metzger iz SS-a, ali Jacob je brzo prepoznao da je njega opsjeo demon koji želi uništiti relikviju. Otkriveni demon nagovara Jacoba da mu preda relikviju u zamjenu za obnovu njegove kuće, a Jacob spaja palčeve i kažiprste duboko dišući... Nešto kasnije, pred bazilikom, nacistički vojnik govori svom časniku da je u crkvi vidio tajanstvenog muškarca iz čijih je ruku izbijalo crveno svjetlo.

### Roman
Will Wilder dvanaestogodišnji je dječak koji živi u Strmogradu sa svojim bratom Leom, sestrom Marinom, roditeljima Danom i Deborom te pratetom Lucillom. Na rođendanskoj proslavi svog brata Lea kladi se sa svojim prijateljima, snažnim šerifovim sinom Andrewom, pametnim knjigoljupcem Simonom i lukavom djevojčicom Camillom kako će uspjeti nagovoriti roditelje da mu dopuste da jaše na magarcu. Međutim, oni odbijaju njegovu molbu, tvrdeći da je prestar za magarca i da bi magarac "mogao jahati njega". S obzirom na to, Will se odlučuje poslužiti lukavstvom kako bi zaradio deset dolara, te nagovara Lea da isproba njegov katapult u zamjenu za jahanje na magarcu. Za to vrijeme demokratska gradonačelnica Ava Lynch provocira tetu Lucille izrugujući se njezinom ocu, utemeljitelju Strmograda, i njezinoj vjeri, zbog čega ona uvrijeđeno odlazi. Will, pak, u kutu vrta primjećuje tajanstvenu crnu sjenu. Dok Leo isprobava katapult, on se pokvari i slomi mu ruku, zbog čega završi u bolnici, a Will će za kaznu morati pomagati oko sađenja stabla u župnom vrtu.
Dok odrađuje kaznu, Willa će nadgledati Tobias Shen, stari Kinez i pomoćnik župnika Ulana Casha. Will posadi jedanaest stabala, a Tobias mu kao dvanaesto da svoj štap za hodanje. U kući Wilderovih, Dan ugleda školjke, rakove i riječni otpad kako padaju na kuću vijećnika Crinshawa. Idućeg dana, Will na obali rijeke Zlobuke susreće kapetana Nepa Balora i odlučuje ukrasti relikviju iz crkve kako bi Leu izliječio ruku, kapetanu oko, a sebe izbavio iz kazne. U razgovoru s Tobiasom spomene kako bi volio pročitati bilježnicu svog pradjeda Jacoba, utemeljitelja Strmograda, ali Tobias ne zna ništa o njoj. Stoga odlazi u muzej Peniel kojeg vodi njegova prateta Lucille, a koju njezin pomoćnik Bartimej nagovara da pokaže Willu proročanstvo. Lucille i Bartimej objasne Willu legende o sv. Tomi, važnost relikvije za očuvanje grada od rijeke i njezinu moć da tajanstveno ozdravlja ljude. Will odlazi iz muzeja ne samo s novim znanjem, nego i s Jacobovom bilježnicom, koju odlučuje pročitati kako bi mogao ući u kriptu i uzeti relikviju.

## Likovi
- Will Wilder, dvanaestogodišnji dječak, najstariji sin obitelji Wilder. Visok, snažan i crnokos, nakon što slučajno ozlijedi ruku svog brata Lea, za kaznu pomaže u seoskoj župi, gdje doznaje za relikviju sv. Tome i odlučuje je uzeti sa svojim prijateljima.
- Simon Blabbingdale, Willov prijatelj, pametan i inteligentan odlikaš. Voli čitati knjige, pogotovo povijesne romane.
- Andrew Stout, Willov prijatelj, snažan i crvenokos. Lako se naljuti, pogotovo na Simona. Sin gradskog šerifa.
- Camilla Meriwether, Willova prijateljica, pametna i lukava. Oprezna je i često spašava Simona od Andrewovih napada.
- Lucille Wilder, Willova prateta, kći utemeljitelja Strmograda Jacoba Wildera. Njezin otac se borio protiv demona i skupljao relikvije kršćanskih apostola i svetaca, koje je ona pohranila u muzej Peniel. Mnogo zna o demonima, a može ih otjerati tako da spoji palčeve i kažiprste u trokut kroz kojeg bljesne crvena svjetlost i otjera ih. Pobožna je i požrtvovna, što je dovodi u svađu s njezinim nećakom.
- Dan Wilder, Willov otac, zgodan muškarac srednjih godina i četvrtaste vilice. Po struci je arhitekt, a radi u Gradskom vijeću kao planer izgradnje za Strmograd. Međutim, u romanu dolazi do izražaja kao strastveni ateist, dapače antiteist, snažan protivnik religije i tradicije koje smatra zaostalima, zbog čega redovito napada svoju tetu Lucille koja ga je odgojila.
- Deborah Wilder, Willova majka. Ima usko lice i plave, gotovo ljubičaste oči. Vodi emisiju Natprirodne tajne u kojima istražuje zagonetke, misterije i davno zakopane tajne, između ostalog i relikviju sv. Tome. Vjeruje u Boga i zna se sukobiti s Danom, ali ponekad stavlja Boga iza svoje obitelji, a ne ispred kako bi trebalo.
- Leo Wilder, Willov mlađi brat. U početku razmažen i ohol, koristi Ilijin plašt da spasi Andrewa i Simona od fomorija.
- Marina Wilder, Willova mlađa sestra, zaigrana i hiperaktivna. Svojim vikanjem može otjerati demone. Ima i iscjeliteljske moći.
- Ava Lynch, gradonačelnica Strmograda, demokratkinja i ateistkinja, radikalno lijevih i antikatoličkih stavova.
- Heinrich Crinshaw, Avin pomoćnik, voli plašiti djecu svojim psom. Ipak, nije toliko radikalnih stavova kao Ava.

## Reakcije
Reakcije javnosti i medija uglavnom su pozitivne, pogotovo među katoličkom publikom. Zbog napetog i privlačnog sadržaja, tajanstvenih sila, moćnih nevidljivih neprijatelja i epske bitke dobra i zla katolički mediji prozvali su roman "Harry Potter za katolike", tvrdeći kako se Harry Potter služi magijom i čarobnim predmetima, a Will Wilder snagom vjere i moćnim djelovanjem relikvija svetaca. Mnogi ističu i to da knjiga nema nikakvog negativnog sadržaja, preporučujući je roditeljima kao odlično štivo za djecu. 
Sam autor Raymond Arroyo, inače poznati suradnik katoličke TV kuće EWTN, u razgovorima za medije nije se htio osvrtati na usporedbe, kazavši da mu nije bio cilj stvoriti vjersko ili moralističko djelo samo za katoličku publiku, nego je stvarao uzbudljivo univerzalno djelo. Istaknuo je da je za njega katolicizam poput zraka koji je prisutan i kojeg udišeš i kad ga ne vidiš, te je u tom pogledu usporedio Willa Wildera s Tolkienovim djelima koja su katolička na jedan dublji način – nudeći univerzalnu i duboko istinitu poruku za sve ljude. 
Hrvatski katolički portal Bitno navodi: "Razlog više da roditelji potaknu svoju djecu na čitanje ovog romana jest i to da se radi ne samo o uzbudljivoj pustolovini, nego i o priči o posljedicama naših izbora, o odrastanju i ključnoj ulozi naše obitelji – jer, jedino poznajući vrednote i izbore onih koji su nam prethodili možemo uvidjeti kojim nam je putem krenuti kako bismo se pravilno razvijali. Osim toga, ova uzbudljiva i duhovita priča istovremeno na zabavan i originalan način govori o hrabrosti, ljubavi, požrtvovnosti i vjernosti kroz pustolovinu jednoga dječaka, što djeci i tinejdžerima može biti iznimno poticajno. Zbog svih tih elemenata ”Will Wilder – Relikvija Strmograda” itekako je dobrodošao i u kršćanske obitelji, koje će u Willu naći dobro društvo za svoju djecu."